# Xander Zayas
Xander Zayas est un boxeur portoricain né le 5 septembre 2002 à San Juan.

## Carrière
Passé professionnel en 2019, il remporte le titre vacant de champion du monde des poids super-welters WBO le 25 juillet 2025 après avoir battu par décision aux points Jorge Garcia Perez. 

## Référence
1. ↑  (en) Xander Zayas vs. Jorge Garcia Perez (boxrec.com)

## Liens externe
- (en) Carrière de « Xander Zayas », sur BoxRec.com